# Tenczynek
Tenczynek est un village de Voïvodie de Petite-Pologne situé dans le district de Cracovie, en Pologne. C'est le plus grand village de la municipalité de Krzeszowice. Il est situé à environ 25 km à l'ouest du centre-ville (18 km de la limite administrative) de Cracovie et sa population est de 3 436 habitants.

## Infrastructures
- Paroisse de l'Église catholique romaine
- Congrégation des Témoins de Jéhovah
- Écoles primaire et maternelle
- Banque
- Bibliothèque
- Cimetière